# Літвінов Євген Володимирович
Літвінов Євген Володимирович — український суддя.

## Біографія
Народився 1 травня 1957 року в місті Краматорськ Донецької області. Отримав вищу юридичну освіту. У 1987 році закінчив Київську вищу школу МВС СРСР ім. Ф. Е. Дзержинського. Трудову діяльність розпочав у 1978 році.
Після закінчення Київської вищої школи МВС СРСР ім. Ф. Е. Дзержинського працював в органах внутрішніх справ; пізніше — адвокатом Донецької обласної колегії адвокатів; суддею, заступником голови, головою Краматорського міського суду Донецької області.
Із серпня 2008 року по травень 2013 року обіймав посади судді, заступника голови Апеляційного суду Київської області. Обраний суддею Вищого спеціалізованого суду України з розгляду цивільних і кримінальних справ. Рішенням Вищої ради юстиції призначений на посаду заступника Голови Вищого спеціалізованого суду України з розгляду цивільних і кримінальних справ.